# All This for a Song
All These for a song è un album in studio del gruppo musicale canadese The Guess Who, pubblicato nel 1979.  

## Tracce
1. Come On Little Mama – 3:30
2. That's the Moment – 3:46
3. It's Getting Pretty Bad   – 4:08
4. Raisin' Hell on the Prairies – 4:45
5. Moon Wave Maker – 4:08
6. Taxman – 4:08
7. Sharin' Love – 3:05
8. Sweet Young Think – 3:49
9. All This for a Song – 6:33
10. Plastic Paradise – 1:25

## Formazione
- Don McDougall – voce, tastiera
- David Inglis – chitarra, cori
- Jim Kale – basso, cori
- Garry Peterson – batteria